# Орлане
Орлане (алб. Orllani) је насеље у општини Подујево на Косову и Метохији. Атар насеља се налази на територији катастарске општине Орлане површине 1692 ha. Село Орлане се налази на обали реке Батлаве и вештачког Батлавског језера.
Године 1381, српски Кнез Лазар приложио је Орлане својој задужбини — манастиру Раваници. Изнад обале, на садашњем српском гробљу, стоје остаци старе српске цркве, за коју тамошњи житељи верују да је била посвећена Св. Константину и Јелени. Према народном предању, поред цркве су били дворови Орловића Павла, познатог косовског јунака, опеваног у епској народној песми „Косовка девојка“. Место је до 1965. године било седиште Општина Орлане.
Овде се налази Споменик природе „Стабла тополе у селу Орлане“.

## Демографија
Насеље има албанску етничку већину.
Број становника на пописима:
- попис становништва 1948. године: 920
- попис становништва 1953. године: 1023
- попис становништва 1961. године: 1268
- попис становништва 1971. године: 1149
- попис становништва 1981. године: 1217
- попис становништва 1991. године: 1201